# Битка на Дрини (1943)
Битка на Дрини (такође позната и као Форсирање Дрине), је била десантна операција НОВЈ и борба за мостобране, вођена од 28. марта до 18. априла 1943. године, ради преласка реке Дрине коју су браниле осовинске снаге.
Операција је предузета након победе на Неретви, у циљу повратка партизана из Босне и Херцеговине у Црну Гору, одакле су годину дана раније протерани здруженом осовинском операцијом.
Битка на Дрини је завршена успешним пробојем НОВЈ преко Дрине ка Црној Гори, и тешким поразом Италијана и четника.

## Позадина
Партизани су након победе на Неретви предузели офанзиву којом су привремено ослободили велики део источне Херцеговине. Након тога су наставили офанзиву ка Црној Гори, али их је на Дрини чекала здружена италијанско-четничка одбрана.
Дана 26. марта је Друга пролетерска дивизија НОВЈ кренула из Калиновика према Дрини, док је Прва пролетерска бригада, која се тада налазила у њеном саставу, 28. марта заузела Устиколину.

## Намере сукобљених страна

### Италијанско-четнички план одбране
После пораза код Калиновика, Италијани и четници покушали да на Дрини зауставе продор главне оперативне групе НОВЈ. Италијани су били спремни да у крајњем случају употребе бојни отров сузавац. План заједничких акција са италијанском командом припремио је Захарије Остојић, 26. марта. Своју пуну сагласност са овим планом је 28. марта дао Дража Михаиловић.
Налазећи се у Фочи, поред Лукачевићевог штаба, Михаиловић је наредио Лукачевићу да са својим снагама интервенише на правцу Устиколине и по сваку цену спречи партизанске снаге да форсирају Дрину.

### Партизански план напада
30. марта 1943. године, врховни командант НОВ и ПОЈ Јосип Броз Тито прецизирао је задатке и наредио штабовима дивизија следеће:
- 2. пролетерска ударна дивизија НОВЈ да образује јужну групу, форсира реку Дрину код села Брода и нападне Фочу;
- главнина 1. пролетерске ударне дивизије НОВЈ, као северна група, да пређе реку Дрину у рејону села Устиколине и такође нападне Фочу;
- 3. ударна дивизија из Невесињског и Гатачког поља разбије четнике и ослободи Гацко, Автовац и друга упоришта, док делови 10. херцеговачке бригаде наступају ка Поповом пољу;
- 7. дивизија НОВЈ да затвори правце Коњиц - Главатичево и Трново - Калиновик;
- 9. дивизија НОВЈ затвара правце Мостар - Невесиње - Плужине, Пријеворац - Невесињско поље, Рујиште - Чехоје и Локве - Кула.

## Ток борби
28. марта, Прва пролетерска и Друга далматинска бригада избијају на Дрину. Прва у област Устиколине, а друга у простор Брода, три километра јужно од Фоче. С обзиром на то да су у то време Дрину браниле слабије четничке снаге и мањи делови дивизије „Тауринензе”, штабови 1. и 2. пролетерске дивизије су иницијално покушали да пређу реку из покрета, али због недостатка пловних средстава и високог водостаја, брзо превацивање није успело.

### Партизанско форсирање Дрине
Почетком априла, бригаде 1. и 2. пролетерске дивизије, уз помоћ инжењеријске чете Врховног штаба, направиле су сплавове са носивошћу за по 10 људи, чиме су створиле нужне предуслове за прелазак реке. Ујутро 6. априла, код села Копилови (код Брода), 2. далматинска бригада је прешла преко Дрине. Најпре је, под врло тешким условима, пребачен један батаљон који је, након једночасовне борбе, разбио четничку одбрану и формирао мали мостобран. Затим је одмах почело пребацивање и осталих јединица 2. далматинске бригаде, које су до предвечерја прошириле мостобран. До вечери 7. априла, цела 2. пролетерска дивизија, осим коморе, била је на десној обали Дрине.
Стари песник Владимир Назор, који је тада био са партизанима, је то забележио у песми:
Љута си, Дрино, груба и жестока,

И увијек ти си крви жедна била,

Трпјела ниси бродове и газе,

И кидала си везе, мост мрвила.

Али ми ћемо те укротити. - Меде

На теби ћемо срушити, и двор

Градити нов на бијесу твом, да спона

Будеш нам чврста неразрјешив чвор.
Сликар и партизански борац Ђуро Тиљак, оставио је ликовно сведочанство о том подухвату у форми ратне графике назване Друга далматинска бригада прелази Дрину.

### Четничко-италијанска одбрана
У покушају да осујети партизане, генерал Дража Михаиловић лично, у депеши свом начелнику оперативног одељења Остојићу од 7. априла, тражио је хитну помоћ италијанских трупа да на десној обали Драгочевске реке пошаљу бар једну чету и да се постави изнад Стругаре. Само четрдесет минута касније, Остојић му одговара да су Италијани послали не једну чету него батаљон. Дража Михаиловић потом обавештава команданта десног одсека одбране Дрине да долази италијански батаљон, и да ће четнике помоћи артиљерија и авијација. Тражио је да артиљерија туче испред Брода и леву обалу Дрине испред Остојићевих снага, а сутра и авијација.
Истог дана и Остојић наређује Лукачевићу да тражи појачања од Италијана на делу Ћехотина — Црни Врх односно Округљица и да артиљерија што чешће дејствује како би задржали Фочу у сопственим рукама. Дана 8. априла Дража Михаиловић наређује капетану Момчиловићу, команданту одбране одсека, да се положај уз помоћ Италијана мора одржати по сваку цену.  До 9. априла, 2. пролетерска дивизија разбила је осовинске снаге, заузела део Фоче на левој обали Ћеотине (притоке Дрине) и овладала линијом Драгочава — Фаловићи. Сутрадан је продрла северно од Фоче, заузела Хан Соху, пресекла везу између Фоче и Чајнича, и окружила италијанске снаге у касарнама у Фочи.
Форсирање Дрине код Устиколине било је много теже јер је непријатељ прикупио јаче снаге, укључујући један батаљон 3. алпског пука дивизије „Тауринензе”. До 7. априла, 1. пролетерска бригада је од приручног материјала израдила 31 сплав (носивости по 3–5 људи). Током ноћи између 7. и 8. априла, непријатељ је из ровова на самој обали открио пребацивање сплавова на реку и јаком ватром спречио прелаз. Сутрадан 8. априла у 19 часова, 36 одабраних добровољаца, уз подршку минобацачке и митраљеске ватре, пребацило се на десну обалу и заузело непријатељске ровове. Помоћу сплавова и скеле почело је пребацивање осталих делова 1. пролетерске бригаде, док је вод добровољаца (27 бораца са 8 пушкомитраљеза) кренуо у јуриш и разбио 400 четника у Цвилину. Међутим, пребацивање трупа је ишло споро јер је скела била оштећена минобацачком ватром, а сплавови се нису могли враћати узводно. До 21 час пребачено је само 50 бораца. Они су одмах напали италијански батаљон „Интра” на Крчином Брду. Након неколико узастопних јуриша и пристизања појачања преко реке, пролетери су у зору одбацили Италијане и заузели Крчино Брдо. Током 9. априла, пребацивање је ишло нешто брже, па је до подне цела 1. пролетерска бригада прешла реку, чиме је мостобран дефинитивно учвршћен. Непосредно за њом пребацивала се Трећа крајишка бригада.

### Борба за мостобране
Ноћу 9/10. априла, 1. пролетерска бригада напала је Капак, који су бранили италијански батаљони „Интра” и „Фенестреле”. Након неколико јуриша, око 4 часа, заузели су гарнизон, присиливши Италијане да се повуку према Голом Врху. Да би деблокирали Фочу, Италијани су решили да противнападом разбију мостобране 1. и 2. пролетерске дивизије. Према мостобрану код Цвилина послали су батаљон „Ексиле” и дивизион артиљерије, а преко Челебића ка Броду — око 2.500 четника Павла Ђуришића.
Ноћу 10/11. априла, 1. пролетерска бригада је напала Голи Врх, који су бранила два италијанска батаљона ојачана артиљеријом. И поред снажних ноћних јуриша нису успели да га заузму, док је 3. крајишка бригада ујутру заузела околна места. Да би избегли окружење, италијани су се повукли ка Ифсару. 1. пролетерска бригада је одмах гонила и код Ифсара поразила Италијане, који су оставили тешко наоружање и део стрељачког оружја. Италијани су 12. априла напустили и Чајниче, у које је истог дана поподне ушла 3. крајишка бригада.
До 17. априла, четници су заузели јаке положаје на Хумићу, Бакићу, Слабићу и Градини, угрозивши мостобран код Брода. У таквој ситуацији, Врховни штаб НОВЈ је обуставио напад 2. пролетерске дивизије на фочански рејон и наредио напад на четнике.
У ноћи између 17. и 18. априла 1943. код Брода на Дрини јединице НОВЈ су изненадно напале Ђуришићеве снаге. Седма крајишка бригада је у налету заузела Челебић, а потом, након вишечасовне борбе, и села Ријеку и Сухо Пољу, где је заробила око 200 четника. 18. априла ујутро Трећа санџачка бригада је потпуно разбила четничко лево крило и започела енергично гоњење. На фронту према 2. пролетерској бригади четници су пружали жилав отпор, али су се, због пада Челебића и напада из позадине, почели повлачити. У исто време, 3. крајишка бригада је избила на Ћеотину. До краја дана четници су потпуно разбијени у нереду бежали преко реке Таре, ка Колашину.

### Повлачење Михаиловића у Србију
Порази који су четници под командом Баја Станишића и Петра Баћовица у Херцеговини и Црној Гори претрпеле у првој половини априла, натерали су Дражу Михаиловића да се са штабом повуче из Херцеговине у Горње Липово, а након вести о поразу Ђуришића на Дрини, 18. априла наређује хитан покрет за Србију. Дана 19. априла рано ујутру у Липову почиње припрема за покрет. Михаиловићево људство је стигло у Мојковац истог дана. 20. априла су у Мојковац стигли и људи мајора Ђуришића, „врло уморни, гладни и забринута лица”. Код њих је владала права паника, причали су невероватне ствари. Михаиловић је наставио ка селу Заостро код Прибоја, где је сместио свој штаб у школи. Тих дана му генерал Блажо Ђукановић из Црне Горе пише да је ситуација „врло тешка”, а одзив на општу мобилизацију „доста слаб”.< Истовремено, Врховна Команда је 16. априла у Србији наредила мобилизацију једног дела војних обвезника Другог Равногорског Корпуса с оружјем и покрет у правцу Нове Вароши у циљу спречавања упада партизана у Западну Србију.
Да би обезбедио повлачење Врховне команде у Србију, Михаиловић је убрзо по доласку у Заострог упутио наређење Драгутину Кесеровићу, команданту Расинског корпуса, да изврши мобилизацију на свом терену и крене према Лиму, њему у сусрет. 1. маја, када је примио извештај да су Ђуришићеве трупе 30. априла код Шаховића докрајчене и да снаге НОВЈ надиру према Лиму, Михаиловић хитно упућује позив у помоћ и команданту Другог равногорског корпуса Предрагу Раковићу.
7. маја увече Михаиловић је са својим штабом наставио ка Србији, а ујутру 8. маја се сусрео са Кесеровићем. У селу Затон је Михаиловић извршио смотру Кесеровићевих трупа, а сутра им је наредио да поседну десну обалу Лима, да партизани не би прешли у Србију. Он 9. маја јавља Остојићу: „Не брините за мене” а Баћовићу: „Криза прошла”.

### Побуна српских регрута
10. маја Михаиловић се у селу Пожегинама срео и са Другим равногорским корпусом под командом Предрага Раковића. И њима је наредио да поседну обалу Лима, ради заустављања партизана. Међутим, 3. и 4. батаљон Чачанске бригаде и штабна чета отказали су послушност. Неко је узвикнуо: „Нећемо братоубилачку борбу!” Многи су ово прихватили, а командир штабне чете наставио је: "Преко Лима има преко тридесет хиљада добро наоружаних партизана који се боре против окупатора. И Ђуришићеви четници су бацили оружје и вратили се својим кућама. „А куда сада ми да идемо и за кога да се боримо? Ја нећу да се борим са својом браћом. Ко се слаже са овим нека пође са мном кући.” Огромна већина кренула је за њим. Нисам био у стању да их зауставим..." Командант Чачанске бригаде поручник Милорад Ристовић, касније је био стрељан због побуне. Дана 13. маја генерал Михаиловић је наредио да се одбегли регрути који „неће братоубилачку борбу” разоружају и затворе или поубијају односно да се два цела батаљона и штабна чета Чачанске бригаде од 123 наоружана четника, који су отишли кућама, да их се сачека у Драгачеву, разоружа и задржи у притвору. Ако на позив мирним путем не предају оружје, да их се убије.

## Последице
Међу четничким људством се након серије пораза на Неретви, Херцеговини и Дрини подругљиво причало како је “студент Пеко Дапчевић” растурио Врховну команду ЈВуО.
Избијањем Главне оперативне групе у долину Лима, Таре и Зете завршена је битка на Дрини, у којој су поново разбијене преостале четничке и мање италијанске снаге. Гонећи четнике све дубље у Црну Гору, Врховни штаб НОВЈ се пребацио на планину Дурмитор. Након тешког пораза нанесеног Италијанима у пивском Јаворку, 1. маја Прва и Друга пролетерска дивизија кренуле су у обухватно наступање ради ликвидирања италијанско-четничког гарнизона у Колашину. Дана 14. маја командант Љеворечког четничког батаљона јавља мајору Ђорђу Лашићу да су партизани заузели сва околна места, а четници су збијени у Колашин са Италијанима.
Након што су партизани ослободили већи део Херцеговине и Црне Горе, немачка команда је одлучила да интервенише. Дана 15. маја започела је операција Шварц продором 1. брдске дивизије Вермахта у италијанску окупациону зону, у Црну Гору.